# 열대폭풍 올가 (2007년)
열대폭풍 올가(Tropical Storm Olga, 번호 AL172007)는 2007년 대서양에서 발생한 열대폭풍이다. 히스파니올라섬, 푸에르토 리코 등 카리브해에서 40명이 사망하였다. 12월 11일에 아열대 폭풍으로 발생하여, 최고풍속인 50kt를 기록한 후 12월 13일에 소멸하였다.

## 열대폭풍의 진행

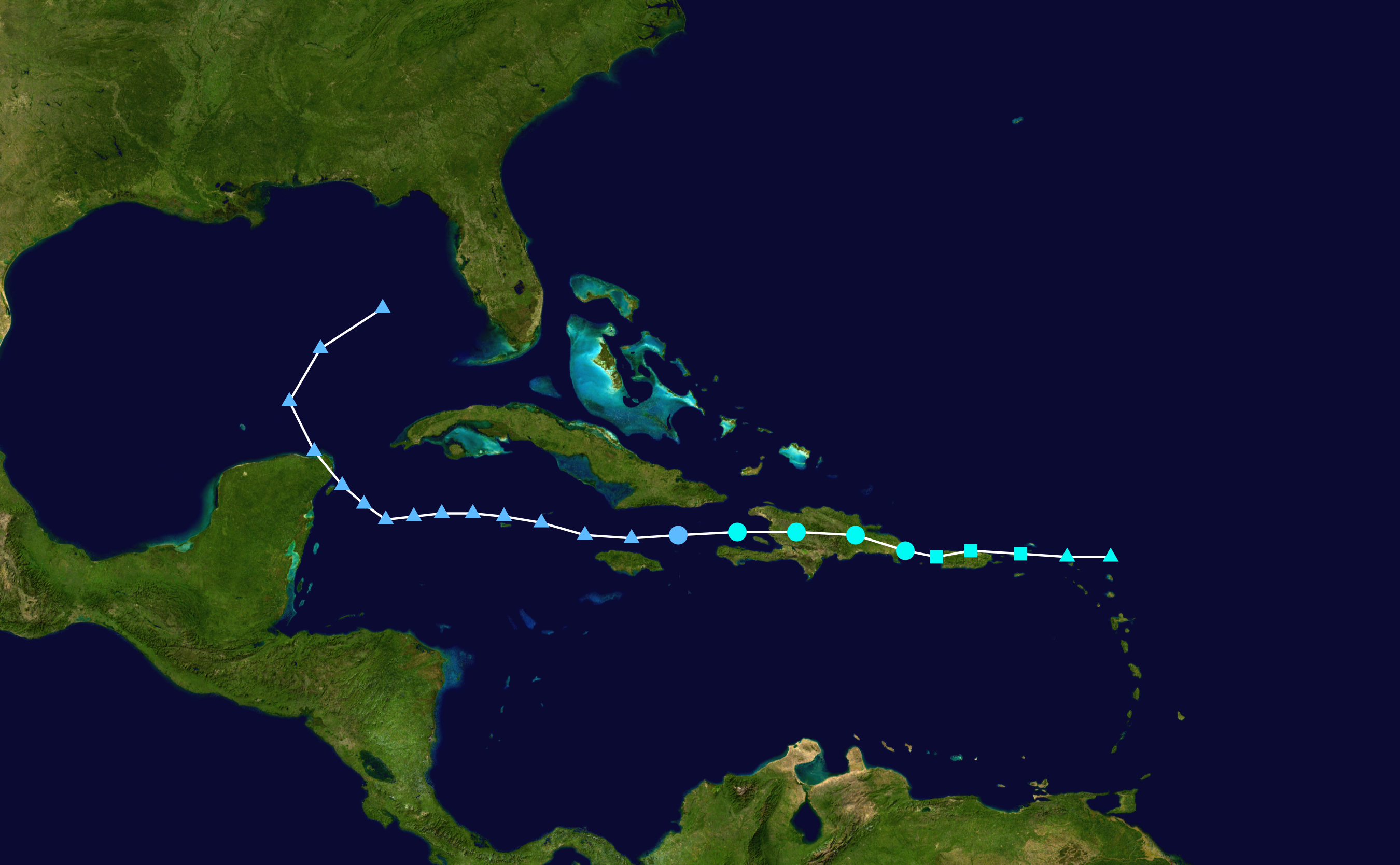
열대폭풍 올가의 경로

12월 9일에 미국 열대저기압 예보 센터(Tropical Prediction Center)에서는 이 지역에서 열대저기압이 발생할 수 있다고 예보하였다. 그 후 12월 11일에 산후안 동쪽 85km 부근 해상에서 아열대폭풍 올가가 발생하였다.
아열대폭풍 올가가 발생한 후, 푸에르토리코의 북쪽 해상에서 점차 발달하여, 11일 오후 6시(UTC)에 도미니카 공화국 푼타카나에 상륙하였고, 12월 12일에 올가는 열대폭풍으로 더욱 발달하였다. 그러나 발생한 지 얼마 되지 않아 히스파니올라섬을 통과하면서 급격히 약화되었다.
올가에서 약화된 온대저기압은 서북서진하면서 쿠바와 케이맨 제도에 천둥 번개를 동반한 비를 내리게 하였고, 세력을 유지한채 유카탄반도에 상륙하였다. 약화된 저기압의 이동 경로가 북동쪽으로 바뀌면서 저기압에 동반된 한랭전선이 멕시코만에 영향을 주었다. 12월 16일에 저기압이 플로리다 서부에 접근하였고, 그때 발생한 돌풍이 열대폭풍 풍속과 동등하였다. 그 후 올가에서 약화된 저기압은 인근에 위치한 다른 저기압의 한랭전선에 흡수되며 소멸하였다.

## 시간별 허리케인 정보
| 형태       | 날짜 및 시간 (UTC) | 위도 (°N) | 경도 (°W) | 바람 (kt) | 기압 (hPa) | ACE    |
| ---------- | ------------------ | --------- | --------- | --------- | ---------- | ------ |
| 저기압     | 12월 10일 12시     | 18.3      | 61.8      | 35        | 1009       |        |
| 저기압     | 12월 10일 18시     | 18.3      | 63.2      | 35        | 1008       |        |
| 아열대폭풍 | 12월 11일 0시      | 18.4      | 64.7      | 35        | 1007       | 0      |
| 아열대폭풍 | 12월 11일 6시      | 18.5      | 66.3      | 40        | 1005       | 0      |
| 아열대폭풍 | 12월 11일 12시     | 18.3      | 67.4      | 45        | 1004       | 0      |
| 열대폭풍   | 12월 11일 18시     | 18.5      | 68.4      | 50        | 1003       | 0.2500 |
| 열대폭풍   | 12월 12일 0시      | 19.0      | 70.0      | 50        | 1003       | 0.2500 |
| 열대폭풍   | 12월 12일 6시      | 19.1      | 71.9      | 40        | 1005       | 0.1600 |
| 열대폭풍   | 12월 12일 12시     | 19.1      | 73.8      | 35        | 1008       | 0.1225 |
| 열대저기압 | 12월 12일 18시     | 19.0      | 75.7      | 30        | 1008       | 0      |
| 저기압     | 12월 13일 0시      | 18.9      | 77.2      | 30        | 1008       |        |
| 저기압     | 12월 13일 6시      | 19.0      | 78.7      | 30        | 1007       |        |
| 저기압     | 12월 13일 12시     | 19.4      | 80.1      | 30        | 1007       |        |
| 저기압     | 12월 13일 18시     | 19.6      | 82.3      | 30        | 1007       |        |
| 저기압     | 12월 14일 0시      | 19.7      | 82.3      | 30        | 1007       |        |
| 저기압     | 12월 14일 6시      | 19.7      | 83.3      | 30        | 1007       |        |
| 저기압     | 12월 14일 12시     | 19.6      | 84.2      | 30        | 1007       |        |
| 저기압     | 12월 14일 18시     | 19.5      | 85.1      | 30        | 1007       |        |
| 저기압     | 12월 15일 0시      | 20.0      | 85.8      | 30        | 1006       |        |
| 저기압     | 12월 15일 6시      | 20.6      | 86.5      | 30        | 1006       |        |
| 저기압     | 12월 15일 12시     | 21.7      | 87.4      | 30        | 1007       |        |
| 저기압     | 12월 15일 18시     | 23.3      | 88.2      | 30        | 1007       |        |
| 저기압     | 12월 16일 0시      | 25.0      | 87.2      | 30        | 1005       |        |
| 저기압     | 12월 16일 6시      | 26.3      | 85.2      | 25        | 1006       |        |
| 저기압     | 12월 16일 10시     | 28.2      | 82.7      | 30        | 1003       |        |
| 소멸       | 12월 16일 12시     |           |           |           |            |        |

## 피해
|           | 나라/주              | 사망자 수            |
| --------- | -------------------- | -------------------- |
| 카리브 해 | 도미니카 공화국      | 22명                 |
| 카리브 해 | 아이티               | 2명                  |
| 카리브 해 | 푸에르토 리코 (미국) | 1명                  |
| 확인 안됨 | 도미니카 공화국      | 15명                 |
| 총        | 3개 나라/주          | 25 (15명 확인 안 됨) |

히스파니올라섬과 푸에르토리코에서는 열대폭풍 올가로 인하여 25명이 사망했다고 공식 발표하였다. 도미니카 공화국에서의 피해는 아직 정확히 확인되지 않았고, 현재는 37명으로 추측하고 있다.